# Vladimir Malygin
Vladimir Ilʹič Malygin (in russo Владимир Ильич Малыгин?, in ucraino Володимир Ілліч Малигін?, Volodymyr Illič Malyhin; Vorošylovs'k, 1º novembre 1949) è un allenatore di calcio ed ex calciatore sovietico, dal 1991 ucraino, di ruolo difensore.

## Carriera

### Club
Durante la sua carriera ha giocato principalmente con lo Zorja.

### Nazionale
Conta 3 presenze con la nazionale sovietica.

## Palmarès

### Giocatore

#### Competizioni nazionali
- Campionato sovietico: 1

Zorja: 1972